# Zikmund Schlik
Zikmund Arnošt Schlik (26. ledna 1916 Vokšice – 1. listopadu 1988 Jičín) byl český aristokrat pocházející ze šlechtického rodu Schliků (Šliků).

## Život
Narodil se jako druhý syn Jindřicha Marii Schlika (1875–1957), majorátního pána na zámcích Jičíněves a Vokšice, a jeho manželky Margarety Thun-Hohensteinové (1885–1968). Učil se německy, italsky.
Jako vlastenec podepsal Prohlášení české a moravské šlechty ze září 1939 – společně se svým otcem Jindřichem Mariou Schlikem a bratry Františkem (1914–2005),  Jindřichem (1916–2004) a Ondřejem (1917–1942). Po roce 1945 pracoval v různých profesích, jako kontrolor lesní správy, přidavač, pomocný dělník v dílně umělecké kovovýroby, dělník v továrně na zemědělské stroje a posléze v cementárně, bagrista, úředník v Polabských cihelnách, pumpař na benzínové stanici v Hořicích a Jičíně či vrátný na jatkách.
Po sametové revoluci byl rodině Schliků vrácen majetek v restituci. Vlastní např. zámek v Jičíněvsi, zámek ve Vokšicích a pozemky s 532 ha smíšených lesů severovýchodně od Prahy, mezi Jičíněvsí a Hlásnou Lhotou.

## Rodina
Dne 23. října 1947 se v Hostíně oženil s Věrou Irenou Voborníkovu (1. duben 1927 Krásné na Moravě – 12. září 1999 Jičín), dcerou Josefa Voborníka a jeho manželky Františky Holmanové. Manželka byla dámou Maltézského řádu. Narodily se jim dvě dcery:
- 1. Margareta (* 4. 1. 1950 Jičín)
  - ⚭ I. (23. 9. 1970 Jičín, rozvedeni 1983) Václav Feštr (* 21. 3. 1947 Turnov)
  - ⚭ II. (19. 10. 1984 Turnov) Jiří Pospíchal (* 17. 12. 1949 Turnov)
- 2. Ilona (* 13. 9. 1954 Jičín)
  - ⚭ I. (4. 7. 1974 Hrubá Skála, rozvedeni 1985) Otakar Jirutka (* 9. 3. 1946 Svijany)
  - ⚭ II. (6. 6. 1986 Vrchlabí, rozvedeni 1993) Vilém Hrnčíř (* 12. 11. 1944 Stará Paka)
  - ⚭ III. (10. 2. 1995) Jiří Smolík (* 21. 9. 1949)